# Olympische Jugend-Winterspiele 2024/Teilnehmer (Tunesien)
| Gelbes Symbol für Goldmedaillen mit stilisierten Olympischen Ringen | Graues Symbol für Silbermedaillen mit stilisierten Olympischen Ringen | Braundes Symbol für Bronzemedaillen mit stilisierten Olympischen Ringen |
| ------------------------------------------------------------------- | --------------------------------------------------------------------- | ----------------------------------------------------------------------- |
| —                                                                   | 1                                                                     | —                                                                       |

Tunesien nahm an den Olympischen Jugend-Winterspielen 2024 in der südkoreanischen Provinz Gangwon mit 3 Athleten (1 Mann, 2 Frauen) teil. Es war die erste Teilnahme des Landes an einer Form der Olympischen Winterspiele. Zugleich konnte das Land auch seine erste Medaille gewinnen.

## Medaillen

### Medaillenspiegel
| Rang   | Sportart | Gold | Silber | Bronze | Gesamt |
| ------ | -------- | ---- | ------ | ------ | ------ |
| 1      | Bob      | —    | 1      | —      | 1      |
| Gesamt | Gesamt   | —    | 1      | —      | 1      |

### Medaillengewinner
| Name/n           | Sportart | Wettkampf |
| ---------------- | -------- | --------- |
| Silber           |          |           |
| Jonathan Lourimi | Bob      | Monobob   |

## Teilnehmer nach Sportart

### Bob
| Athleten         | Lauf 1  | Lauf 1 | Lauf 2  | Lauf 2 | Gesamt      | Gesamt |
| Athleten         | Zeit    | Rang   | Zeit    | Rang   | Zeit        | Rang   |
| ---------------- | ------- | ------ | ------- | ------ | ----------- | ------ |
| Frauen           |         |        |         |        |             |        |
| Sophie Ghorbal   | 58,35 s | 12     | 57,96 s | 8      | 1:56,31 min | 12     |
| Beya Mokrani     | 57,78 s | 9      | 58,50 s | 10     | 1:56,28 min | 10     |
| Männer           |         |        |         |        |             |        |
| Jonathan Lourimi | 54,79 s | 2      | 55,17 s | 3      | 1:49,96 min | Silber |